# Independence (Oregon)
Independence é uma cidade localizada no estado norte-americano de Oregon, no Condado de Polk.

## Demografia
Segundo o censo norte-americano de 2000, a sua população era de 6035 habitantes.
Em 2006, foi estimada uma população de 8764, um aumento de 2729 (45.2%).

## Geografia
De acordo com o United States Census Bureau tem uma área de
6,2 km², dos quais 6,0 km² cobertos por terra e 0,2 km² cobertos por água.

## Localidades na vizinhança
O diagrama seguinte representa as localidades num raio de 16 km ao redor de Independence.